# Fabrizio Zardini
Fabrizio Zardini (Cortina d'Ampezzo, Italia; 28 de enero de 1967-Belluno, Italia; 30 de abril de 2024) fue un esquiador paralímpico italiano especialista en esquí de fondo y esquí alpino. Quedó parapléjico como consecuencia de un accidente aéreo.

## Carrera

### Juegos Paralímpicos
Representó a Italia en cuatro ocasiones en los Juegos Paralímpicos, la primera vez fue en Albertville 1992 en la categoría LW11 (amputados) en esquí de fondo donde terminó en séptimo lugar en la prueba de 10 kilómetros, en 11° lugar en los cinco kilómetros y en séptimo lugar en la prueba de fondo.
Su segunda aparición fue en Nagano 1998 pero cambió a esquí alpino, donde finalizó en octavo lugar en la prueba de descenso, en décimo lugar en el slalon gigante y en noveno lugar el en slalon especial.
Su tercera aparición se dio en Salt Lake City 2002 donde ganó la medalla de oro en el slalon supergigante y la medalla de bronce en el descenso, además de terminar en noveno lugar en el slalon especial.
Su última aparición fue en Turín 2006 donde solo participó en el descenso en donde terminó en octavo lugar, además de decir el juramento olímpico en la ceremonia de apertura.

### Campeonato Mundial
Solo participó en la edición del 2000 donde ganó la medalla de plata en el slalon gigante, terminó en cuarto lugar en el descenso y en noveno lugar en el slalon supergigante.

## Distinciones
- Collar de Oro al Mérito Deportivo en 2000.[7]
- Medalla de Plata al Valor Atlético en 2000.[7]
- Medalla de Bronce al Valor Atlético en 2000.[7]